# Giao hưởng số 101 (Haydn)

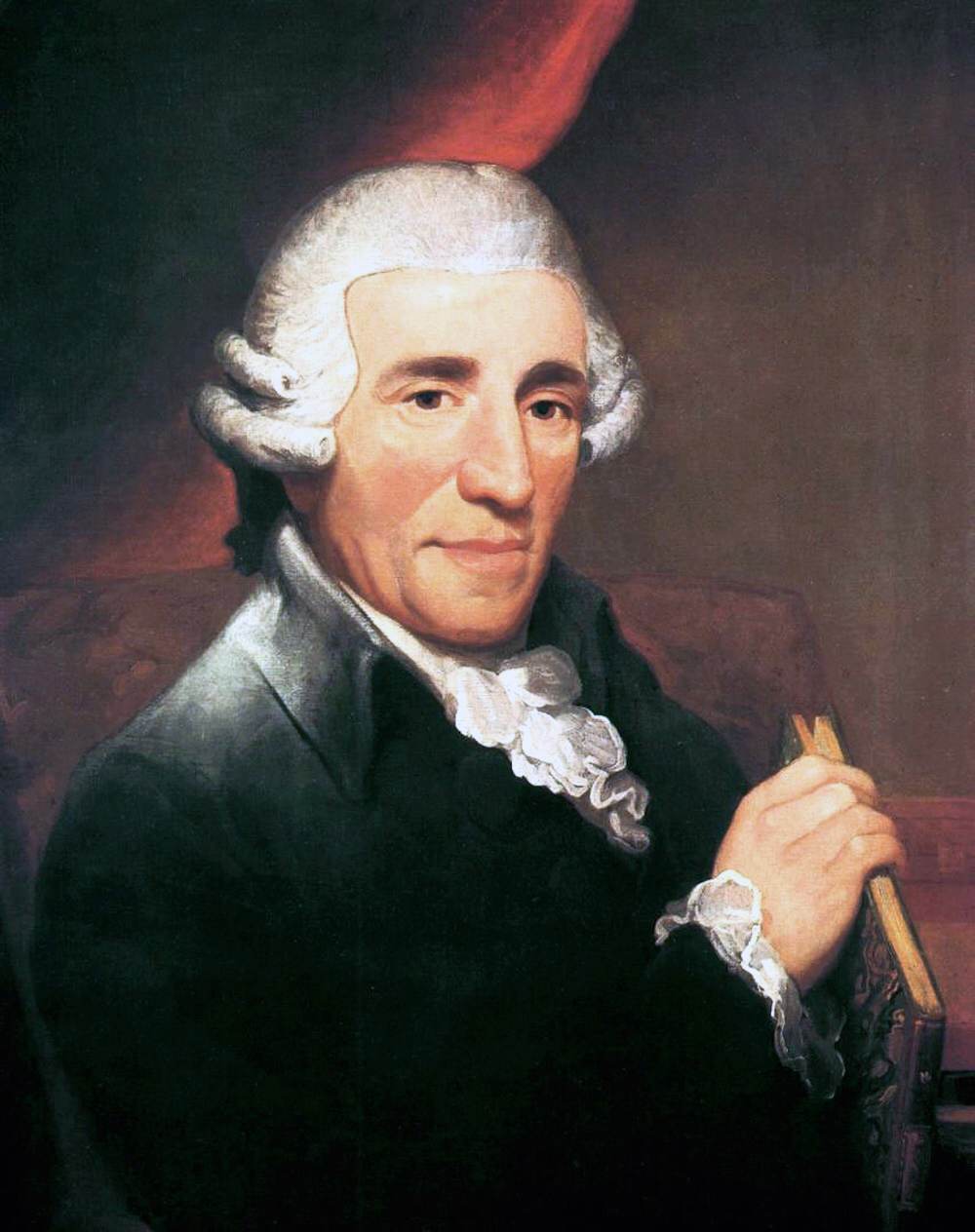
Chân dung Joseph Haydn (1791)

Giao hưởng số 101 cung Rê trưởng hay còn gọi là Giao hưởng đồng hồ là bản giao hưởng được nhà soạn nhạc Joseph Haydn viết vào năm 1793 hoặc 1794. Sở dĩ bản giao hưởng này có tên như vậy vì hai khả năng:
- Thứ nhất, số chỉ bản giao hưởng này đã tạo nên một nhịp đồng hồ(xin nhớ cho 101 bản giao hưởng là con số rất lớn mà rất ít nhà soạn nhạc có thể đạt được. Nếu chúng ta xem danh sách các tác phẩm của họ, ta hầu như không thấy ai đạt quá 10 bản giao hưởng (trừ một số trường hợp như chính Haydn, Wolfgang Amadeus Mozart, Dmitri Shostakovich, Alan Hovhaness,...) chứ đừng nói là 101 bản. Mà Mozart cũng chỉ có 41 bản, Shostakovich có 14 bản, còn Hovhaness có hơn 60 bản, tức là đều chưa đến 100. Thực sự, không cần 104 bản mà chỉ cần 101 bản, Haydn cũng có thể lập một kỷ lục trong lịch sử âm nhạc và ông có thể tự hào về điều đó).
- Thứ hai, chương Andante (chương 2) có tiết tấu như nhịp đồng hồ.

Cũng như nhiều bản giao hưởng khác, bản này gồm 4 chương:
- Chương 1: Adagio-Presto. Chương 1 của bản giao hưởng này có phong cách của 12 bản giao hưởng London: Mở đầu thì chậm rãi, một lúc sau thì tiết tấu nhanh hơn. Đây là điều Haydn có thể gây bất ngờ ở nhiều khán thính giả, bởi hầu như các bản giao hưởng trước các bản giao hưởng London đều là chương Presto, chương nhanh.
- Chương 2: Adagio. Như nói ở trên, chương này có tiết tấu như nhịp một chiếc đồng hồ. Nhịp này là chủ yếu. Đến phần cuối mới có chút tutti (tức là tất cả dàn nhạc giao hưởng biểu diễn). Đây là chương thể hiện rõ nhất tiêu đề của tác phẩm.
- Chương 3: Menuetto. Chương này mang phong cách của thời kỳ âm nhạc Cổ điển: Chương 3 là chương của một điệu nhảy bước nhịp nhỏ của Pháp.
- Chương 4: Finale-Presto. Chương này kết thúc tác phẩm với những giai điệu của sự lạc quan, yêu đời, điều mà ai cũng thấy ở âm nhạc của Haydn.

## Âm thanh
| Giao hưởng Đồng hồ, chương 2: Adagio |  |
|                                      |  |
|                                      |  |